# بطولة أندية السي أف يو
بطولة أندية السي أف يو أو بطولة الأندية الكاريبية وأحيانًا كأس أبطال السي أف يو (بالإنجليزية: CFU Club Championship أو CFU Club Champions' Cup)‏ هي بطولة الأندية السنوية لكرة القدم للأندية المتواجدة في البحر الكاريبي الأعضاء في السي أف يو (اتحاد كرة القدم الكاريبي، Caribbean Football Union). تستخدم هذه البطولة كمرحلة تصفيات لدوري أبطال كونكاكاف.
الأبطال الحاليون للبطولة هم نادي بورتو ريكو آيلاندرز القادم من بورتو ريكو، الذين حصدوا اللقب أول مرة عام 2010 والمرة الثانية عام 2011.
النادي الأكثر نجاحًا في المسابقة هو نادي دبليو كونكشن القادم من ترينيداد وتوباغو الذي حصد اللقب ثلاث مرات.

## الأبطال السابقون
- 1997 -  يونايتد بيتروترين
- 1998 -  نادي جو بابليك
- 1999 - لم تقام بطولة في هذا العام
- 2000 -  نادي جو بابليك
- 2001 -  ديفينس فورس
- 2002 -  دبليو كونكشن
- 2003 -  سان جوان جابلوتي
- 2004 -  نادي هاربور فيو
- 2005 -  نادي بورتمور يونايتد
- 2006 -  دبليو كونكشن
- 2007 -  نادي هاربور فيو
- 2008 - لم تقام بطولة في هذا العام
- 2009 -  دبليو كونكشن
- 2010 -  بورتو ريكو آيلاندرز
- 2011 -  بورتو ريكو آيلاندرز

## وصلات خارجية
- موقع السي أف يو على الإنترنت، موقع المنظمة المسؤولة عن البطولة.